# Dysaphis
Genre
Dysaphis est un genre d'insectes de l'ordre des hémiptères (les hémiptères sont caractérisés par leurs deux paires d'ailes dont l'une, en partie cornée, est transformée en hémiélytre), de la famille des Aphididae.

## Liste des espèces
- Dysaphis apiifolia
- Dysaphis devecta - puceron des galles rouges
- Dysaphis plantaginea (Passerini) - puceron cendré du pommier
- Dysaphis pyri (Boyer de Fonscolombe) - puceron cendré du poirier, puceron mauve
- Dysaphis tulipae